# FK Zvijezda 09
El FK Zvijezda 09 (en español: Club de Fútbol Zvijezda 09) es un club de fútbol ubicado en Ugljevik, Bosnia y Herzegovina. Compite en la Liga Premier de Bosnia y Herzegovina. Fue fundado en 2009.

## Historia
Zvijezda 09 fue fundado en 2009, y ha escalado consecuentemente en la pirámide futbolista de Bosnia y Herzegovina.
Han jugado en siete niveles de fútbol desde la temporada 2010–11, y ahora concurren en la Liga Premier con seis promociones en tan solo ocho años. En su primera temporada de su historia en la Liga Premier de Bosnia 2018–19, el Zvijezda 09 terminó en el 9° lugar.

## Datos del club

### Palmarés
| Competición nacional                | Títulos |
| ----------------------------------- | ------- |
| Primera Liga de la Federación (1/0) | 2017–18 |